# Fuerte Rancagua
El Fuerte Rancagua era una batería defensiva costera del puerto de Valparaíso, Chile, que se encontraba en una punta saliente del cerro Playa Ancha.

## Historia
Luego del bombardeo por parte de la escuadra española al puerto de Valparaíso el 31 de marzo de 1866, el Estado promovió un plan para la construcción de diversas instalaciones defensivas costeras, que fueron realizadas por ingenieros chilenos formados en el Real Cuerpo de Ingenieros de España.
El Fuerte Rancagua fue construido en 1866, a una altitud de 33 metros sobre el nivel del mar, para impedir un bombardeo a la ciudad por medio de fuegos curvos, y para la protección del Fuerte Talcahuano. Tenía una forma de un polígono irregular de seis caras, y contaba con nueve cañones montados sobre cureñas giratorias. En 1967, en el lugar donde se encontraba el fuerte, se construyó el Faro Punta Ángeles.